# Perekatni
Perekatni (del ruso: Перекатный) es un pueblo (posiólok) del raión de Tajtamukái en la república de Adiguesia de Rusia. Está situado en la orilla izquierda del Kubán (frente a Krasnodar, 12 km al noroeste de Tajtamukái y a 102 km de Maikop, la capital de la república, en la misma dirección. Tenía 231 habitantes en 2010.
Pertenece al municipio de Yablonovski.